# Драфцман
Драфцман (від англ. draftsman — «кресляр») — звання в російському флоті в XVIII—XIX століттях.

## Історія
Звання драфцмана з'явилося в Росії на початку XVIII століття.
У 1717 році при Адміралтейськії канцелярії відкрилася перша в Санкт-Петербурзі Адміралтейська школа, покликана навчати основам кораблебудівної науки найбільш грамотних молодих людей. Випускники цієї школи отримували звання драфцман (кресляр — конструктор) і направлялися на суднобудівні верфі.
20 (31) серпня 1798 в Санкт-Петербурзі і Миколаєві були засновані перші у світі військово-морські інженерні навчальні заклади — Училище корабельної архітектури, які повинні були готувати драфцманів.
У 1805 році відбувся перший випуск драфцманів в училищі корабельної архітектури в Санкт-Петербурзі. Серед перших випускників були згодом видатні кораблебудівники: І. А. Курочкін, О. А. Попов, І. Я. Осмінін.
Для складання креслень і розбивки корабельних членів на плазі було положено мати шість особливих чиновників — «драфцманів» на кожній верфі.
У грудні 1826 роки звання драфцман було скасовано. Наказ Адміралтейств-колегії говорив: «корабельні майстри, так само драфцмани і тіммермани офіцерських чинів, перейменовуються в корабельні інженери».